# Колинисау, Осеа
Рату Осеа Рамоди Колинисау OF (фидж. Ratu Osea Ramodi Kolinisau; род. 17 ноября 1985, Сува) — фиджийский регбист, в прошлом капитан национальной сборной Фиджи по регби-7, выступавший на позициях трёхчетвертного, замыкающего и центрового. Олимпийский чемпион по регби-7 (2016). Главный тренер сборной Фиджи по регби-7 с 8 марта 2024 года.

## Спортивная карьера
Дебютировал за сборную Фиджи-7 на турнире Dubai Sevens в 2008 году. В 2013 году, став капитаном сборной команды, впервые в истории привёл Фиджи к победе на турнире Dubai Sevens и бронзе мировой серии регби-7 в сезоне 2013/14.
Становился победителем мировой серии регби-7 в сезонах 2014/15 и 2015/16. В сезоне 2014/15 мужской Мировой серии по регби-7 стал самым результативным регбистом.
В 2017—2021 годах был игроком клуба «Хьюстон Сэйберкэтс», выступавшего в американской лиге Major League Rugby.

### Игры XXXI Олимпиады
В мае 2016 года был включён в состав команды фиджийцев по регби-7 на Игры XXXI Олимпиады.
На церемонии открытия Игр XXXI Олимпиады, во время парада спортсменов, нёс флаг Фиджи, став первым в истории регбистом-знаменосцем.
11 августа 2016 года в финале олимпийского турнира сборная Фиджи победила сборную Великобритании и стала первым олимпийским чемпионом по регби-7, а также выиграла первую олимпийскую награду для Фиджи.